# Hirohito
Hirohito (裕仁), även känd som kejsar Shōwa (昭和天皇, Shōwa tennō), född 29 april 1901 i Tokyo, död 7 januari 1989 i Tokyo, var den 124:e kejsaren av Japan enligt den traditionella ordningen. Han regerade från den 25 december 1926 fram till sin död den 7 januari 1989.
Även om han utanför Japan är mer känd under sitt personliga namn Hirohito, benämns han numera enbart med sitt postuma namn kejsar Shōwa i Japan. Ordet Shōwa är namnet på perioden som är i enlighet med kejsarens regeringstid, och gjordes till kejsarens eget namn efter hans död.
Shōwaperioden, den längsta period som någon japansk kejsare har regerat, var en period av enorm förändring i det japanska samhället. I början av hans regeringstid, var Japan fortfarande ett i stor utsträckning agrart land med begränsad industriell bas. Japans militarisering på 1930-talet ledde så småningom till deltagandet i andra världskriget.
Efter att kriget avslutats med villkorslös japansk kapitulation samarbetade kejsaren under ockupationen i återorganiseringen av den japanska staten, och levde till att se Japan som en urbaniserad demokrati och ett av de industriella och tekniska kraftcentrumen i världen.

## Tiden före andra världskriget

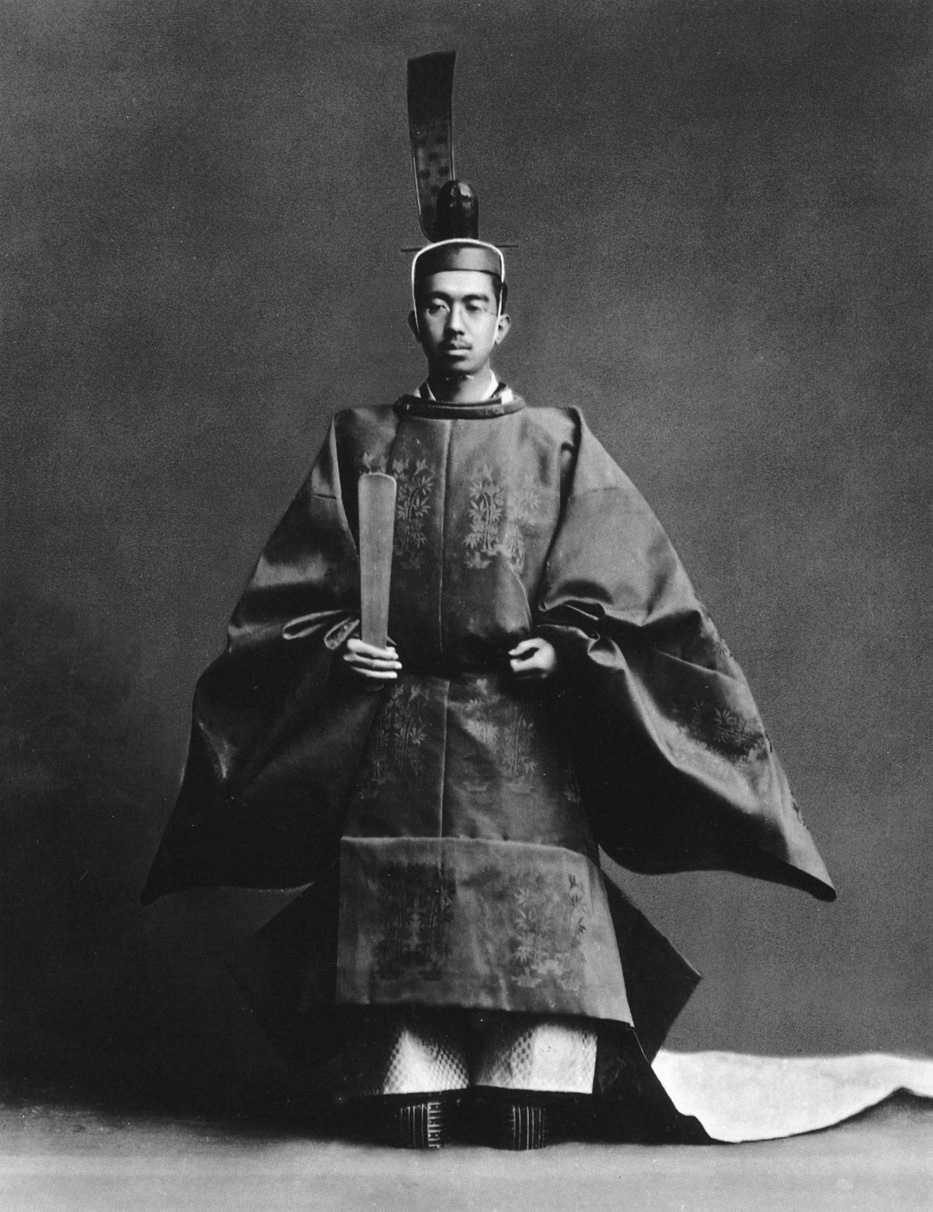
Kejsaren under sin kröning år 1926.

Kejsar Shōwa föddes i Aoyamapalatset i Tokyo, och var kejsar Taishos förstfödde son. I sin barndom hade han titeln Michinomiya (Michi-no-Miya, "prins Michi"). Hirohito blev officiell regent den 19 november 1921 då faderns dåliga hälsa tvingade hovet att överföra hans officiella uppdrag till sonen Hirohito. Under 1922 reste Hirohito genom flera europeiska länder, bland annat Frankrike, Italien, Nederländerna och Belgien. Därmed blev han den förste japanske kronprins som reste utanför landets gränser.
Han var även en framstående marinbiolog och skrev flera vetenskapliga verk i ämnet, främst om hydrozoer. Han bedrev sin forskning i ett eget laboratorium i kejsarpalatset, inrättat år 1925.
Den 26 januari 1924 gifte han sig med en avlägsen släkting, prinsessan Nagako (född 6 mars 1903, död 16 juni 2000); prins Kuni Kuniyoshis äldsta dotter. Kronprinsen och prinsessan Nagako fick sju barn:
- Prinsessan Teru (Teru-no-miya-Shigeko; född 9 december 1925, död 23 juli 1961).
- Prinsessan Hisa (Hisa-no-miya-Sachiko; född 10 september 1927, död 8 mars 1928).
- Prinsessan Taka (Taka-no-miya-Kazuko; född 20 september 1929, död 26 maj 1989).
- Prinsessan Yori (Yori-no-miya-Atsuko; född 7 mars 1931).
- Kronprins Akihito (född 23 december 1933), kejsare av Japan 1989 till 2019 då han abdikerade.
- Prins Hitachi (Hitachi-no-miya-Masahito; född 28 november 1935).
- Prinsessan Suga (Suga-no-miya-Takako; född 2 mars 1939).

Den 25 december 1926 avled kejsar Taisho, och Hirohito kröntes till ny kejsare. Han gav sin regeringsperiod namnet Shōwa vid den officiella kröningsceremonin, den 10 november 1928 i Kyoto.

## Andra världskriget

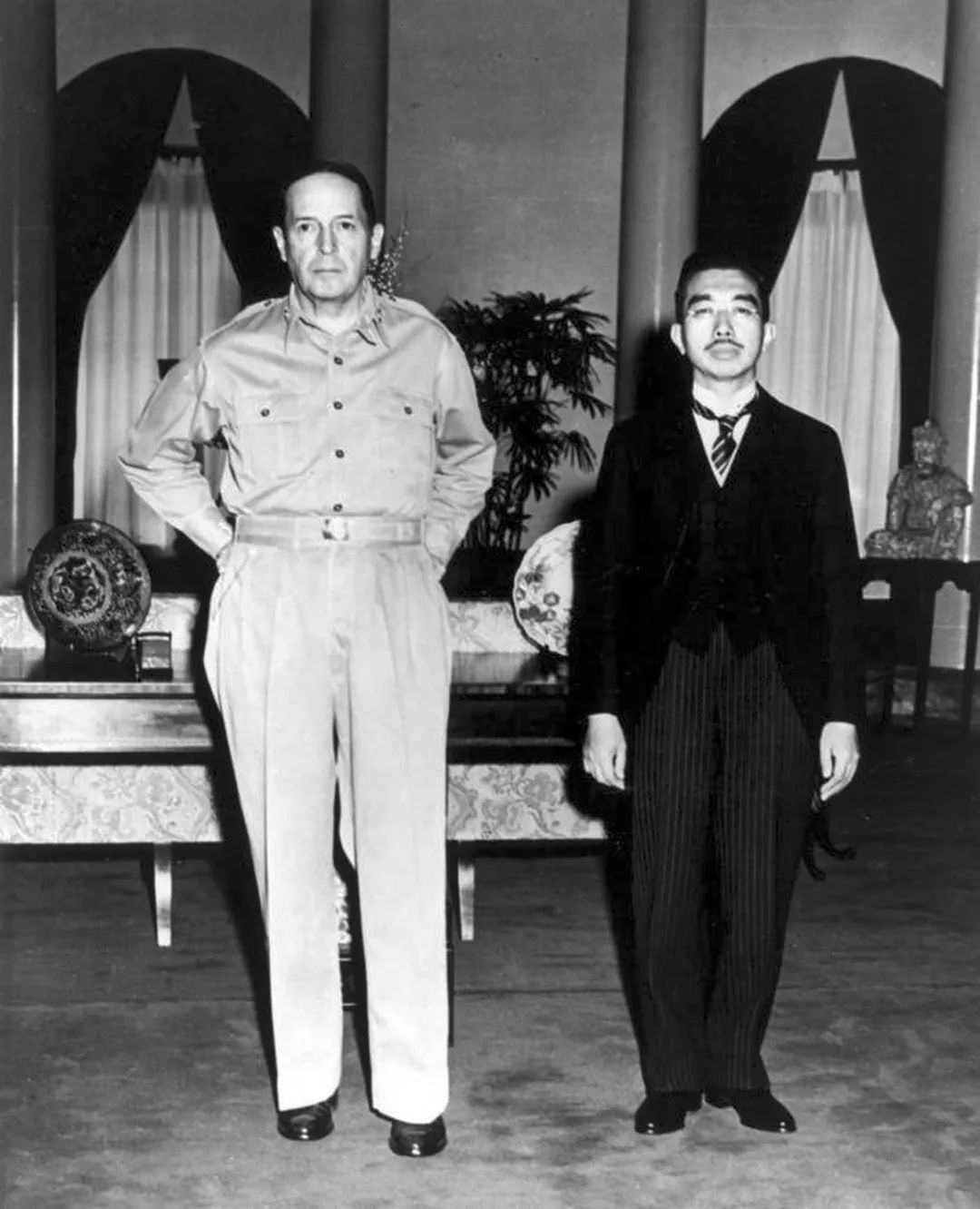
Kejsare Hirohito tillsammans med amerikanske generalen Douglas MacArthur. Bilden togs under den amerikanska ockupationen efter andra världskriget.

Hirohitos första tid som kejsare, från kröningen och fram till andra världskrigets slut, är än idag en källa till dispyter eftersom det aldrig kunnat klargöras till vilken grad kejsaren var inblandad i de japanska erövringskrigen. Klart är att under 1930-talet hade militären i Japan absolut makt över landet och när högerextremister år 1932 mördade premiärminister Tsuyoshi Inukai utraderades allt hopp om civil kontroll över militären.
Kejsaren själv hade ingen verklig makt vid denna tid, men han användes flitigt av militärregimen som ett instrument till att underblåsa nationalism. Då kejsaren troddes vara en levande gud höll han ett otroligt inflytande över folket. När kejsaren visade sig offentligt tittade hela folkmassor ner i marken då det var allmänt ansett att om man tittade direkt på kejsaren skulle man bli blind.
Efter andra världskrigets slut var uppfattningarna delade beträffande Hirohitos inblandning i kriget. I väst anser man för det mesta än i dag att kejsaren var en maktlös marionett som utnyttjades av de styrande, medan man i vissa asiatiska grannländer som invaderades, då främst Kina och Korea, jämför kejsar Hirohito med Adolf Hitler och Benito Mussolini.
En intressant anekdot, vilken ofta förekommer i historieböcker kring andra världskriget, är från den kejserliga konferensen som hölls innan attacken mot Pearl Harbor. Premiärminister Konoe hade sammanställt ett uttalande från kejsaren som skulle genomdrivas nästa dag. Kejsaren berättade för Konoe dagen innan att han ansåg att krig bara skulle vara den absolut sista utvägen och att han personligen tänkte fråga ut samtliga militärrådgivare vid konferensen. Konoe övertalade dock Hirohito att ta upp det med dessa på en enskild konferens.
Vid den kejserliga konferensen var dock alla deltagare överens om att ta till militära medel mot USA istället för diplomati. Baron Yoshimichi Hara, en företrädare för det kejserliga hovet, talade traditionsenligt å kejsarens vägnar och frågade ut deltagarna om konsekvenserna av ett krig. Det var vid denna tidpunkt som kejsar Hirohito, till ministrarnas chock, reste sig från sin stol. Alla i salen tystnade med blicken vänd mot kejsaren, eftersom en kejsare aldrig tidigare själv hade talat på en sådan konferens. Han höll fram en papperslapp med en dikt skriven av hans farfar, kejsar Meiji: "Jag tror att alla världens folk är bröder, så varför är då vinden och vågorna så oroliga nu för tiden?"
Efter en lång stunds tystnad tog ministrarna till orda. De försäkrade kejsaren om att självklart skulle diplomatiska lösningar sökas tills inga andra alternativ fanns. Krigsförberedelserna fortsatte dock utan förändringar och den 7 december 1941 anföll japanska flygstyrkor den amerikanska flottbasen Pearl Harbor på Hawaii.
Hur långt kejsarens ansvar sträckte sig är ännu ouppklarat men när kriget väl var igång hade han ett djupt intresse för krigets utveckling och gjorde allt i sin makt för att upprätthålla moralen hos folket. Kriget vände dock så småningom och efter många diskussioner inom militär och regering talade Shōwa återigen inför rådet den 22 juni 1945. Han sa: "Jag önskar att konkreta planer för att avsluta kriget skall studeras och implementeras så snart som möjligt".
De allierade krävde vid Potsdamdeklarationen den 26 juli villkorslös kapitulation, något som då inte var ett alternativ varken för kejsaren eller regeringen.
De hade några krav för att gå med på kapitulation, bland annat att kejsaren skulle få behålla sin plats i det japanska statsskicket.
Då de allierade inte godtog några krav fortsatte kriget fram till Sovjetunionens invasion av Manchuriet samt kärnvapenbombningarna av Hiroshima och Nagasaki. 
Kort efter detta gav japanerna upp sitt krav på kejsarens kvarvarande och i och med Japans officiella kapitulation var andra världskriget slut.
Hirohito avsade sig den gamla traditionen att vara en levande gud.

## Efterkrigstiden

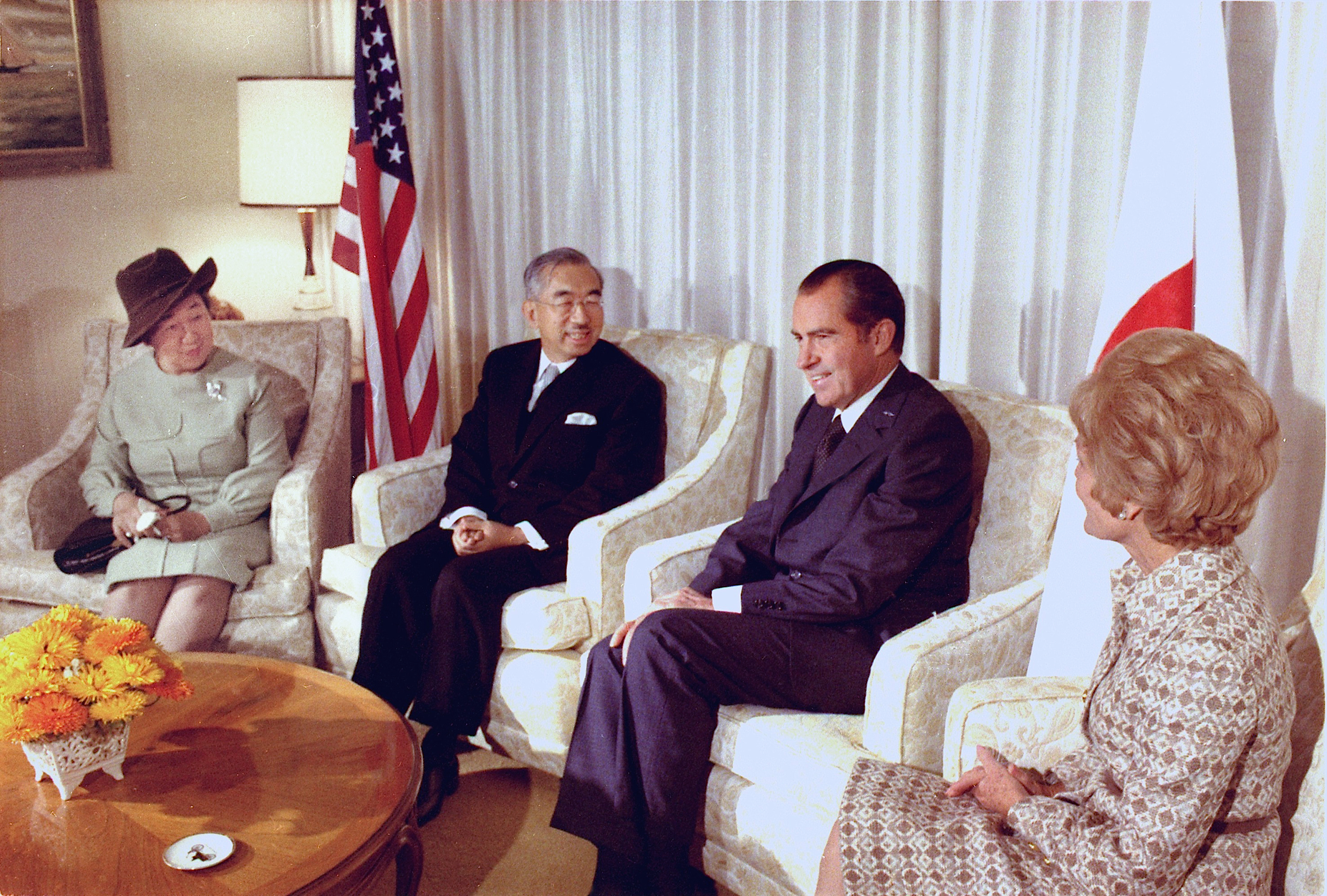
Hirohito med Richard Nixon år 1971.

USA lät dock kejsaren behålla sin position i den konstitution som man presenterade för den nytillsatta regeringen.
Kejsarens makt upplöstes dock och han blev, så som europeiska monarker, en symbol för staten med uppdrag att utföra administrativa sysslor och möta utländska delegater.
Kejsar Hirohito kom att fortsätta sitt styre som kejsare ända fram till 1989. Under den tiden blev han symbolen för ett fredligt Japan som genom en mirakulös utveckling gick från att vara ett land i ruiner till att bli världens näst största ekonomi på knappt ett halvt sekel. För andra var han skuggan från Japans mörka förflutna.
Den 7 januari 1989 avled kejsar Hirohito efter en tids cancersjukdom. Hans son, kronprins Akihito kröntes till Japans nästa kejsare och inledde därmed Heiseiperioden.
Han samlade under livet stora kunskaper om maneter samt liknande nässeldjur och beskrev omkring 400 nya arter.

## Utmärkelser
- Kungliga Serafimerorden,  8 maj 1919[3]
- Storkors med kedja av Karl III:s orden,  4 juni 1923[4]
- Riddare av Gyllene skinnets orden,  1928[5]
- Strumpebandsorden,  1929[6]
- Storkorset med kedja av Finlands Vita Ros orden,  6 juli 1942[7]
- Storkorsriddare med kedja av Republiken Italiens förtjänstorden,  9 mars 1982[8]
- Kedja av Krysantemumorden
- Uppgående solens orden med paulowniablomster, första graden
- Sikatunaorden
- Heliga skattens orden
- Bathorden
- Orkidéblommans orden
- Södra korsets orden
- Victoriaorden
- Ojaswi Rajanya-orden
- Elefantorden
- Bruneis kronorden
- Andreasorden
- Stora ordensbandet av Krysantemumorden
- Vita örnens orden
- Förbundsrepubliken Tysklands förtjänstorden - storkors av särskilda klassen
- Annunziataorden
- Gyllene gladans orden
- Rajamitrabhornorden
- Fellow of the Royal Society

[Redigera Wikidata]